# 얀 P. 쉬세

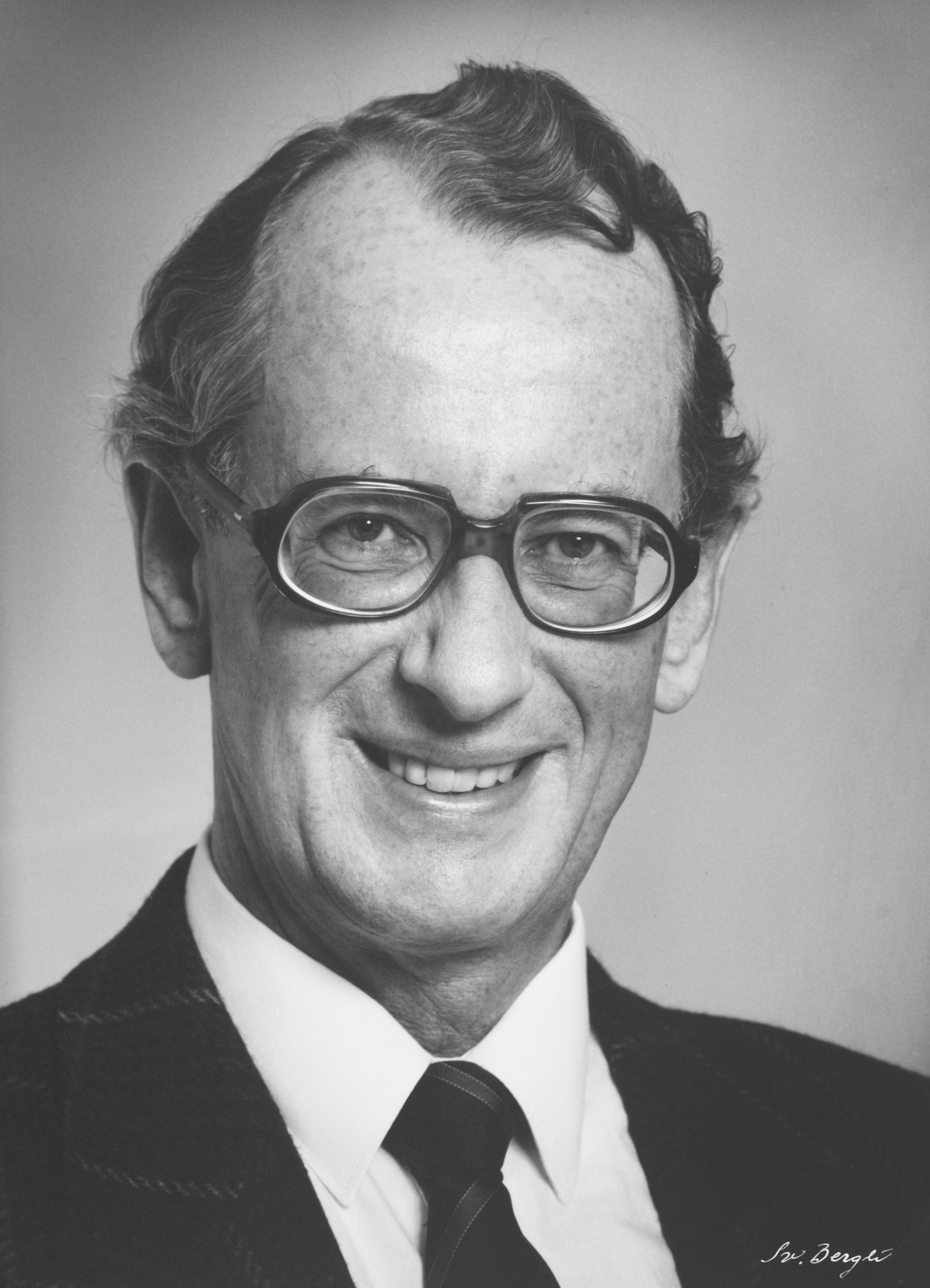
얀 P. 쉬세

얀 페데르 쉬세(노르웨이어: Jan Peder Syse, 1930년 11월 25일 ~ 1997년 9월 17일)는 노르웨이의 정치인이다. 소속 정당은 우파당이다.

## 생애
베스트폴 주에서 치과 의사 겸 정치인의 아들로 태어났으며 1957년에는 오슬로 대학교 법학과를 졸업했다. 1963년에는 오슬로 시 의회 의원으로 선출되었고 1969년 9월 13일에는 노르웨이 의회 오슬로 대표 의원으로 선출되었다.
1983년 9월 16일부터 1985년 10월 4일까지 노르웨이 통상에너지부 장관을 역임했으며 1988년 4월 7일부터 1991년 10월 4일까지 우파당 대표를 역임했다. 1989년 10월 16일부터 1990년 11월 3일까지 노르웨이의 총리를 역임했고 1988년, 1993년에는 북유럽 이사회 의장을 역임했다.